# 泰氏鬍鯰
泰氏鬍鯰，為輻鰭魚綱鯰形目塘虱魚科的其中一種，分布於亞洲印尼、馬來西亞及泰國的淡水流域，棲息在底層水域。

## 扩展阅读
維基物種上的相關：泰氏鬍鯰